# Lisa Boattin
Lisa Boattin (Portogruaro, 3 maggio 1997) è una calciatrice italiana, difensore delle Houston Dash e della nazionale italiana.
In carriera vanta numerose convocazioni con le nazionali giovanili, con la under 17, formazione con la quale si è classificata al terzo posto all'Europeo di Inghilterra 2014 e al Mondiale della Costa Rica 2014, e in seguito con la under 19, vestendo in entrambe la fascia di capitano. Dal 2014 viene inoltre più volte impiegata nella nazionale maggiore.

## Biografia
Nel febbraio del 2023, ha annunciato pubblicamente di avere una relazione con Linda Sembrant, all'epoca sua compagna di squadra alla Juventus.

## Carriera

### Club
Debutta in Serie A giocando una stagione al Venezia 1984 e due al Pordenone.
Nell'estate 2014 passa al Brescia, dove rimane per un biennio. In Lombardia contribuisce alla qualificazione delle rondinelle ai quarti di finale della UEFA Women's Champions League 2015-2016, realizzando all'89' la rete del decisivo pareggio nella gara di ritorno contro il Fortuna Hjørring; nella stessa annata conquista il primo Scudetto della carriera.
Dopo un campionato all'AGSM Verona, sempre in massima serie, nell'estate 2017 si accasa alla neonata Juventus. A Torino è tra le protagoniste della squadra che alla stagione d'esordio vince subito lo Scudetto, il secondo per Boattin la quale, nella risolutiva gara di spareggio contro le sue ex compagne bresciane, realizza uno dei tiri di rigore che assegnano il titolo alle bianconere. Nel quadriennio seguente, si afferma nel gruppo storico delle bianconere che si aggiudicano altri quattro titoli consecutivi, oltre a tre Supercoppe italiane e tre Coppe Italia. Nella stagione 2021-2022, viene nominata miglior difensore e migliore giocatrice in assoluto del campionato.
Il 7 gennaio 2024, Boattin partecipa alla vittoria per 2-1 sulla Roma nella finale di Supercoppa italiana, venendo anche nominata miglior giocatrice della partita. Il 20 aprile seguente, gioca la sua 200ª partita in maglia bianconera, nell'incontro di campionato vinto per 2-1 con il Sassuolo.
L'11 agosto 2025, Boattin passa a titolo definitivo alle Houston Dash, nella National Women's Soccer League, con cui firma un contratto valido fino alla fine del 2027; nell'occasione, diventa la seconda giocatrice a militare nel massimo campionato professionistico statunitense, dopo Sofia Cantore.

### Nazionale

#### Nazionali giovanili
Boattin inizia a essere convocata dalla Federazione Italiana Giuoco Calcio (FIGC) all'inizio del 2012, inserita nella lista delle 50 ragazze che partecipano allo stage della nazionale italiana Under-17 che si svolge dal 16 al 18 gennaio a Coverciano, il quartiere di Firenze sede del Centro tecnico federale, sotto la responsabilità dei tecnici Enrico Sbardella e Rita Guarino. Nell'estate 2012 Sbardella la inserisce in rosa con la formazione che affronta, a Belfast, le qualificazioni al campionato europeo di categoria 2013, dove Boattin fa il suo debutto da titolare il 10 settembre, nel primo incontro della prima fase vinto per 5-0 sulle pari età di Israele. Condivide con le compagne il percorso che vede l'Italia superare la prima fase, al secondo posto nel gruppo 2 dietro all'Irlanda del Nord, ma venire eliminata nella seconda fase, solo terza nel gruppo 4 per aver perso lo scontro diretto con la Svezia. Boattin scende in campo in tutti i sei incontri disputati dalla sua nazionale.
Sbardella la convoca anche per le fasi di qualificazione al successivo Europeo under 17 di Inghilterra 2014, torneo che in realtà si svolge prima del termine dell'anno per poter determinare con sufficiente anticipo le squadre della zona UEFA che potranno accedere al Mondiale della Costa Rica 2014, rinnovandole non solo la fiducia ma affidandole anche l'incarico di capitano della squadra. Nuovamente Boattin scende in campo in tutti i sei incontri preliminari, andando anche a segno per la prima volta in maglia azzurra il 4 luglio 2013 siglando 2 delle reti con cui l'Italia travolge le pari età dell'Ungheria, dove l'Italia supera al primo posto il gruppo 9 nella prima fase e conquistandolo anche nella fase élite, pur avendo perso l'incontro con il Portogallo, avendo quindi accesso alla fase finale per la prima volta nella sua storia sportiva. Boattin condivide con le compagne il percorso dell'Italia che vede conquistare il primo posto nella fase a gironi, battute dalla sola Austria, l'unico incontro dove non viene impiegata da Sbardella, trovare in semifinale la Germania, che la supera per 1-0 e che si aggiudicherà poi in finale il quarto titolo di categoria, e conquista il terzo posto nella finalina con l'Inghilterra ai tiri di rigore, dopo che i tempi regolamentari si erano chiusi a reti inviolate, accedendo così anche al primo Mondiale per le Azzurrine.
Inserita in rosa da Sbardella anche per il Mondiale, scende in campo in quattro dei sei incontri disputati dall'Italia che, con due vittorie e una sconfitta nella fase a gironi la vedono conquistare il passaggio del turno come seconda classificata del gruppo A, per poi battere il Ghana ai rigori dopo che le avversarie avevano siglato la rete del 2-2 al 90' nei quarti di finale; in questa occasione Boattin è la prima tra le rigoriste designate, fallendo il tiro dagli 11 metri. Le azzurrine perdono di seguito per 2-0 la semifinale con la Spagna, ottenendo comunque lo storico risultato a un Mondiale nella sofferta finale per il terzo posto; sul 4-3 sulle avversarie del Venezuela si vede recuperare al 90+5' la rete del pareggio ai tempi regolamentari, costringendo nuovamente l'Italia a ricorrere ai rigori, con Boattin che questa volta non fallisce e che al terzo tiro, centrato da Flaminia Simonetti contro nessuno delle sudamericane, guadagnano il podio.
Con la formazione under 19 ha partecipato al campionato europeo under 19 2015 e fa parte della squadra che partecipa al campionato europeo under 19 2016. In particolare in quest'ultima competizione, nella terza partita del girone preliminare ha segnato la rete del pareggio contro i Paesi Bassi.

#### Nazionale maggiore

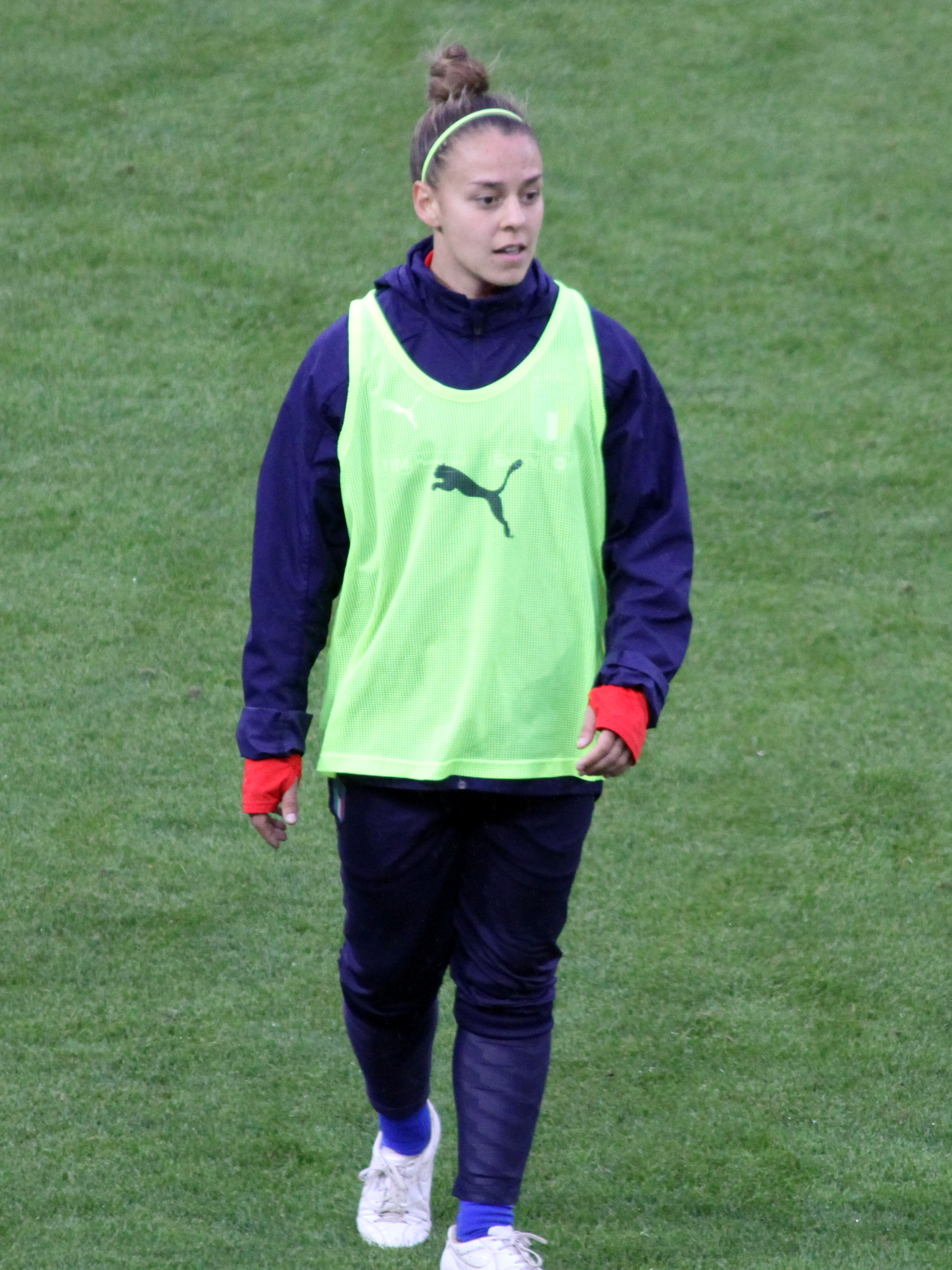
Boattin in riscaldamento prepartita con la nazionale italiana nel 2018

Il 23 novembre 2015 viene convocata dal CT Antonio Cabrini per la doppia amichevole che la nazionale maggiore ha disputato il 3 e il 6 dicembre rispettivamente a Guiyang e Qujing contro la Cina. Esordisce ufficialmente in maglia azzurra nella prima partita al 75' sostituendo Alia Guagni, mentre viene schierata per la prima volta da titolare nel secondo match vinto dai cinesi per 2-0.
Per indossare nuovamente la maglia della nazionale deve attendere la fine dell'anno, inserita da Cabrini nella lista delle giocatrici convocate per il Torneio Internacional de Futebol Feminino di Manaus 2016, in programma dal 7 al 18 dicembre 2016, dove scende in campo in due incontri della fase a gironi, quello vinto per 3-0 sul Costa Rica e quello perso 3-1 con il Brasile. In seguito le presenze della gestione Cabrini si limitano alla Cyprus Cup 2017, dove scende in campo in due occasioni nella deludente prestazione della squadra che vede giocare la finalina per l'undicesimo posto, e un'amichevole prima dell'estate. Ottenuto l'accesso all'Europeo dei Paesi Bassi 2017, dove Boattin non viene mai impiegata nel corso delle qualificazioni, Cabrini la inserisce nella lista delle 23 giocatrici convocate annunciata il 5 luglio 2017. Anche durante il torneo deve assistere solamente dalla panchina il percorso delle compagne che ottenendo una sola vittoria, per 3-2 con la Svezia, e perdendo, in entrambi i casi per 2-1, le altre due del gruppo B con Russia e Germania,  sono eliminate già alla fase a gironi.
Con l'arrivo del nuovo CT Milena Bertolini, le convocazioni di Boattin si fanno più frequenti e regolari; viene chiamata nel corso delle qualificazioni al Mondiale di Francia 2019, 2 presenze su 8 incontri di cui uno da titolare, condividendo con le compagne la conquista del primo posto del gruppo 6 e la matematica qualificazione il 10 aprile 2018, allo Stadio Paolo Mazza di Ferrara, grazie a una vittoria in rimonta per 2-1 sul Belgio, unica nazionale capace di contrastare le Azzurre efficacemente. Nel frattempo Boattin partecipa anche alle edizioni 2018 e 2019, totalizzando complessivamente cinque presenze, dove l'Italia di Bertolini raggiunge entrambe le volte la finale, battuta per 2-0 dalla Spagna nella prima e solo ai calci di rigore dalla Corea del Nord nella successiva, dopo che i tempi regolamentari si erano conclusi sul 3-3.
Nel maggio 2019 Bertolini continua a concederle fiducia, inserendola nella rosa delle 23 convocate per Francia 2019. Durante il torneo viene impiegata in tre occasioni, partendo sempre dalla panchina, due nella fase a gironi, nella vittoria per 5-0 sulla Giamaica e nella sconfitta per 1-0 con il Brasile, e ai quarti di finale, dove i Paesi Bassi vincono l'incontro 2-0 eliminando di conseguenza l'Italia dalla competizione.
Convocata per varie partite nella fase di qualificazione ai Mondiali 2023, nella partita casalinga contro la Romania, disputata a Ferrara, segna il suo primo gol con la maglia della nazionale, fissando il punteggio sul definitivo 2-0, grazie al quale le Azzurre hanno guadagnato l'accesso alla fase finale del campionato mondiale.

## Statistiche

### Presenze e reti nei club
Statistiche aggiornate al 17 maggio 2025.
| Stagione         | Squadra          | Campionato       | Campionato | Campionato | Coppe nazionali | Coppe nazionali | Coppe nazionali | Coppe continentali | Coppe continentali | Coppe continentali | Altre coppe | Altre coppe | Altre coppe | Totale | Totale |
| Stagione         | Squadra          | Comp             | Pres       | Reti       | Comp            | Pres            | Reti            | Comp               | Pres               | Reti               | Comp        | Pres        | Reti        | Pres   | Reti   |
| ---------------- | ---------------- | ---------------- | ---------- | ---------- | --------------- | --------------- | --------------- | ------------------ | ------------------ | ------------------ | ----------- | ----------- | ----------- | ------ | ------ |
| 2011-2012        | Venezia 1984     | A                | 23+1       | 0          | CI              | ?               | ?               |                    | -                  | -                  |             | -           | -           | 24     | 0      |
| 2012-2013        | Pordenone        | A                | 24         | 1          | CI              | ?               | ?               |                    | -                  | -                  |             | -           | -           | 24     | 1      |
| 2013-2014        | Pordenone        | A                | 22         | 0          | CI              | ?               | ?               |                    | -                  | -                  |             | -           | -           | 22     | 0      |
| Totale Pordenone | Totale Pordenone | Totale Pordenone | 46         | 1          |                 | ?               | ?               |                    | -                  | -                  |             | -           | -           | 46     | 1      |
| 2014-2015        | Brescia          | A                | 14         | 1          | CI              | 1               | 0               | UWCL               | 2                  | 0                  | SI          | 1           | 0           | 18     | 1      |
| 2015-2016        | Brescia          | A                | 13         | 0          | CI              | 3               | 0               | UWCL               | 5                  | 1                  | SI          | 0           | 0           | 21     | 1      |
| Totale Brescia   | Totale Brescia   | Totale Brescia   | 27         | 1          |                 | 4               | 0               |                    | 7                  | 1                  |             | 1           | 0           | 39     | 2      |
| 2016-2017        | AGSM Verona      | A                | 19         | 5          | CI              | 5               | 4               | UWCL               | 1                  | 0                  | SI          | 0           | 0           | 25     | 9      |
| 2017-2018        | Juventus         | A                | 21+1       | 3          | CI              | 4               | 0               |                    | -                  | -                  |             | -           | -           | 26     | 3      |
| 2018-2019        | Juventus         | A                | 14         | 0          | CI              | 3               | 0               | UWCL               | 2                  | 0                  | SI          | 1           | 0           | 20     | 0      |
| 2019-2020        | Juventus         | A                | 16         | 0          | CI              | 1               | 0               | UWCL               | 2                  | 0                  | SI          | 1           | 0           | 20     | 0      |
| 2020-2021        | Juventus         | A                | 22         | 0          | CI              | 5               | 1               | UWCL               | 2                  | 0                  | SI          | 2           | 0           | 31     | 1      |
| 2021-2022        | Juventus         | A                | 19         | 6          | CI              | 7               | 2               | UWCL               | 12                 | 0                  | SI          | 2           | 0           | 40     | 8      |
| 2022-2023        | Juventus         | A                | 20         | 2          | CI              | 5               | 1               | UWCL               | 10                 | 0                  | SI          | 1           | 1           | 36     | 4      |
| 2023-2024        | Juventus         | A                | 23         | 2          | CI              | 3               | 0               | UWCL               | 2                  | 0                  | SI          | 1           | 0           | 29     | 2      |
| 2024-2025        | Juventus         | A                | 15         | 1          | CI              | 4               | 1               | UWCL               | 5                  | 0                  | SI          | 0           | 0           | 24     | 2      |
| Totale Juventus  | Totale Juventus  | Totale Juventus  | 150+1      | 14         |                 | 32              | 5               |                    | 35                 | 0                  |             | 8           | 1           | 226    | 21     |
| Totale carriera  | Totale carriera  | Totale carriera  | 259        | 21         |                 | 41+             | 9+              |                    | 43                 | 1                  |             | 9           | 1           | 360+   | 33+    |

### Cronologia presenze e reti in nazionale
| Cronologia completa delle presenze e delle reti in nazionale ― Italia | Cronologia completa delle presenze e delle reti in nazionale ― Italia | Cronologia completa delle presenze e delle reti in nazionale ― Italia | Cronologia completa delle presenze e delle reti in nazionale ― Italia | Cronologia completa delle presenze e delle reti in nazionale ― Italia | Cronologia completa delle presenze e delle reti in nazionale ― Italia | Cronologia completa delle presenze e delle reti in nazionale ― Italia | Cronologia completa delle presenze e delle reti in nazionale ― Italia |
| Data                                                                  | Città                                                                 | In casa                                                               | Risultato                                                             | Ospiti                                                                | Competizione                                                          | Reti                                                                  | Note                                                                  |
| --------------------------------------------------------------------- | --------------------------------------------------------------------- | --------------------------------------------------------------------- | --------------------------------------------------------------------- | --------------------------------------------------------------------- | --------------------------------------------------------------------- | --------------------------------------------------------------------- | --------------------------------------------------------------------- |
| 3-12-2015                                                             | Guiyang                                                               | Cina                                                                  | 1 – 1                                                                 | Italia                                                                | Amichevole                                                            | -                                                                     | 75’                                                                   |
| 6-12-2015                                                             | Qujing                                                                | Cina                                                                  | 2 – 0                                                                 | Italia                                                                | Amichevole                                                            | -                                                                     |                                                                       |
| 11-12-2016                                                            | Manaus                                                                | Italia                                                                | 3 – 0                                                                 | Costa Rica                                                            | Torneio Internacional 2016 - 1º turno                                 | -                                                                     |                                                                       |
| 15-12-2016                                                            | Manaus                                                                | Brasile                                                               | 3 – 1                                                                 | Italia                                                                | Torneio Internacional 2016 - 1º turno                                 | -                                                                     | 68’                                                                   |
| 1-3-2017                                                              | Larnaca                                                               | Corea del Nord                                                        | 3 – 0                                                                 | Italia                                                                | Cyprus Cup 2017 - 1º turno                                            | -                                                                     |                                                                       |
| 6-3-2017                                                              | Larnaca                                                               | Svizzera                                                              | 6 – 0                                                                 | Italia                                                                | Cyprus Cup 2017 - 1º turno                                            | -                                                                     |                                                                       |
| 7-4-2017                                                              | Stoke-on-Trent                                                        | Inghilterra                                                           | 1 – 1                                                                 | Italia                                                                | Amichevole                                                            | -                                                                     | 85’                                                                   |
| 24-10-2017                                                            | Castel di Sangro                                                      | Italia                                                                | 3 – 0                                                                 | Romania                                                               | Qual. Mondiali 2019                                                   | -                                                                     | 44’                                                                   |
| 2-3-2018                                                              | Larnaca                                                               | Italia                                                                | 3 – 0                                                                 | Galles                                                                | Cyprus Cup 2018 - 1º turno                                            | -                                                                     | 69’                                                                   |
| 5-3-2018                                                              | Larnaca                                                               | Italia                                                                | 2 – 2                                                                 | Finlandia                                                             | Cyprus Cup 2018 - 1º turno                                            | -                                                                     |                                                                       |
| 4-9-2018                                                              | Lovanio                                                               | Belgio                                                                | 2 – 1                                                                 | Italia                                                                | Qual. Mondiali 2019                                                   | -                                                                     |                                                                       |
| 22-1-2019                                                             | Cesena                                                                | Italia                                                                | 2 – 0                                                                 | Galles                                                                | Amichevole                                                            | -                                                                     | 46’                                                                   |
| 27-2-2019                                                             | Larnaca                                                               | Messico                                                               | 0 – 5                                                                 | Italia                                                                | Cyprus Cup 2019 - 1º turno                                            | -                                                                     | 74’                                                                   |
| 1-3-2019                                                              | Larnaca                                                               | Ungheria                                                              | 0 – 3                                                                 | Italia                                                                | Cyprus Cup 2019 - 1º turno                                            | -                                                                     |                                                                       |
| 4-3-2019                                                              | Larnaca                                                               | Italia                                                                | 4 – 1                                                                 | Thailandia                                                            | Cyprus Cup 2019 - 1º turno                                            | -                                                                     |                                                                       |
| 5-4-2019                                                              | Lublino                                                               | Polonia                                                               | 1 – 1                                                                 | Italia                                                                | Amichevole                                                            | -                                                                     | 82’                                                                   |
| 9-4-2019                                                              | Reggio Emilia                                                         | Italia                                                                | 2 – 1                                                                 | Irlanda                                                               | Amichevole                                                            | -                                                                     |                                                                       |
| 29-5-2019                                                             | Ferrara                                                               | Italia                                                                | 3 – 1                                                                 | Svizzera                                                              | Amichevole                                                            | -                                                                     | 75’                                                                   |
| 14-6-2019                                                             | Reims                                                                 | Giamaica                                                              | 0 – 5                                                                 | Italia                                                                | Mondiali 2019 - 1º turno                                              | -                                                                     | 57’                                                                   |
| 18-6-2019                                                             | Valenciennes                                                          | Italia                                                                | 0 – 1                                                                 | Brasile                                                               | Mondiali 2019 - 1º turno                                              | -                                                                     | 71’                                                                   |
| 29-6-2019                                                             | Valenciennes                                                          | Italia                                                                | 0 – 2                                                                 | Paesi Bassi                                                           | Mondiali 2019 - Quarti di finale                                      | -                                                                     | 46’                                                                   |
| 12-11-2019                                                            | Castel di Sangro                                                      | Italia                                                                | 5 – 0                                                                 | Malta                                                                 | Qual. Euro 2022                                                       | -                                                                     |                                                                       |
| 4-3-2020                                                              | Faro                                                                  | Portogallo                                                            | 1 – 2                                                                 | Italia                                                                | Algarve Cup 2020 - Prima fase                                         | -                                                                     |                                                                       |
| 7-3-2020                                                              | Parchal                                                               | Nuova Zelanda                                                         | 0 – 3                                                                 | Italia                                                                | Algarve Cup 2020 - Seconda fase                                       | -                                                                     |                                                                       |
| 22-9-2020                                                             | Zenica                                                                | Bosnia ed Erzegovina                                                  | 0 – 5                                                                 | Italia                                                                | Qual. Euro 2022                                                       | -                                                                     | 67’                                                                   |
| 27-10-2020                                                            | Empoli                                                                | Italia                                                                | 1 – 3                                                                 | Danimarca                                                             | Qual. Euro 2022                                                       | -                                                                     |                                                                       |
| 24-2-2021                                                             | Firenze                                                               | Italia                                                                | 12 – 0                                                                | Israele                                                               | Qual. Euro 2022                                                       | -                                                                     | 46’                                                                   |
| 10-6-2021                                                             | Ferrara                                                               | Italia                                                                | 1 – 0                                                                 | Paesi Bassi                                                           | Amichevole                                                            | -                                                                     |                                                                       |
| 17-9-2021                                                             | Trieste                                                               | Italia                                                                | 3 – 0                                                                 | Moldavia                                                              | Qual. Mondiali 2023                                                   | -                                                                     | 72’                                                                   |
| 21-9-2021                                                             | Karlovac                                                              | Croazia                                                               | 0 – 5                                                                 | Italia                                                                | Qual. Mondiali 2023                                                   | -                                                                     | 54’                                                                   |
| 22-10-2021                                                            | Castel di Sangro                                                      | Italia                                                                | 3 – 0                                                                 | Croazia                                                               | Qual. Mondiali 2023                                                   | -                                                                     | 80’                                                                   |
| 26-11-2021                                                            | Palermo                                                               | Italia                                                                | 1 – 2                                                                 | Svizzera                                                              | Qual. Mondiali 2023                                                   | -                                                                     |                                                                       |
| 30-11-2021                                                            | Mogoșoaia                                                             | Romania                                                               | 0 – 5                                                                 | Italia                                                                | Qual. Mondiali 2023                                                   | -                                                                     |                                                                       |
| 16-2-2022                                                             | Lagos                                                                 | Danimarca                                                             | 0 – 1                                                                 | Italia                                                                | Algarve Cup 2022 - 1º turno                                           | -                                                                     |                                                                       |
| 20-2-2022                                                             | Faro                                                                  | Italia                                                                | 2 – 1                                                                 | Norvegia                                                              | Algarve Cup 2022 - 1º turno                                           | -                                                                     | 46’                                                                   |
| 8-4-2022                                                              | Parma                                                                 | Italia                                                                | 7 – 0                                                                 | Lituania                                                              | Qual. Mondiali 2023                                                   | -                                                                     |                                                                       |
| 12-4-2022                                                             | Thun                                                                  | Svizzera                                                              | 0 – 1                                                                 | Italia                                                                | Qual. Mondiali 2023                                                   | -                                                                     |                                                                       |
| 1-7-2022                                                              | Castel di Sangro                                                      | Italia                                                                | 1 – 1                                                                 | Spagna                                                                | Amichevole                                                            | -                                                                     |                                                                       |
| 10-7-2022                                                             | Rotherham                                                             | Francia                                                               | 5 – 1                                                                 | Italia                                                                | Euro 2022 - Fase a gironi                                             | -                                                                     | 16’                                                                   |
| 14-7-2022                                                             | Manchester                                                            | Italia                                                                | 1 – 1                                                                 | Islanda                                                               | Euro 2022 - Fase a gironi                                             | -                                                                     |                                                                       |
| 18-7-2022                                                             | Manchester                                                            | Italia                                                                | 0 – 1                                                                 | Belgio                                                                | Euro 2022 - Fase a gironi                                             | -                                                                     | 65’                                                                   |
| 2-9-2022                                                              | Chișinău                                                              | Moldavia                                                              | 0 – 8                                                                 | Italia                                                                | Qual. Mondiali 2023                                                   | -                                                                     | 46’                                                                   |
| 6-9-2022                                                              | Ferrara                                                               | Italia                                                                | 2 – 0                                                                 | Romania                                                               | Qual. Mondiali 2023                                                   | 1                                                                     |                                                                       |
| 10-10-2022                                                            | Genova                                                                | Italia                                                                | 0 – 1                                                                 | Brasile                                                               | Amichevole                                                            | -                                                                     |                                                                       |
| 11-11-2022                                                            | Lignano Sabbiadoro                                                    | Italia                                                                | 0 – 1                                                                 | Austria                                                               | Amichevole                                                            | -                                                                     |                                                                       |
| 15-11-2022                                                            | Belfast                                                               | Irlanda del Nord                                                      | 1 – 0                                                                 | Italia                                                                | Amichevole                                                            | -                                                                     | 71’                                                                   |
| 16-2-2023                                                             | Milton Keynes                                                         | Italia                                                                | 1 – 2                                                                 | Belgio                                                                | Arnold Clark Cup 2023                                                 | -                                                                     |                                                                       |
| 19-2-2023                                                             | Coventry                                                              | Inghilterra                                                           | 2 – 1                                                                 | Italia                                                                | Arnold Clark Cup 2023                                                 | -                                                                     | 46’                                                                   |
| 11-4-2023                                                             | Roma                                                                  | Italia                                                                | 2 – 1                                                                 | Colombia                                                              | Amichevole                                                            | -                                                                     | 85’                                                                   |
| 1-7-2023                                                              | Ferrara                                                               | Italia                                                                | 0 – 0                                                                 | Marocco                                                               | Amichevole                                                            | -                                                                     | 46’                                                                   |
| 14-7-2023                                                             | Auckland                                                              | Nuova Zelanda                                                         | 0 – 1                                                                 | Italia                                                                | Amichevole                                                            | -                                                                     |                                                                       |
| 24-7-2023                                                             | Auckland                                                              | Italia                                                                | 1 – 0                                                                 | Argentina                                                             | Mondiali 2023 - Fase a gironi                                         | -                                                                     |                                                                       |
| 29-7-2023                                                             | Wellington                                                            | Svezia                                                                | 5 – 0                                                                 | Italia                                                                | Mondiali 2023 - Fase a gironi                                         | -                                                                     |                                                                       |
| 2-8-2023                                                              | Wellington                                                            | Sudafrica                                                             | 3 – 2                                                                 | Italia                                                                | Mondiali 2023 - Fase a gironi                                         | -                                                                     |                                                                       |
| 27-10-2023                                                            | Salerno                                                               | Italia                                                                | 0 – 1                                                                 | Spagna                                                                | UEFA Women's Nations League 2023-2024 - Fase a gironi                 | -                                                                     |                                                                       |
| 31-10-2023                                                            | Malmö                                                                 | Svezia                                                                | 1 – 1                                                                 | Italia                                                                | UEFA Women's Nations League 2023-2024 - Fase a gironi                 | -                                                                     |                                                                       |
| 1-12-2023                                                             | Pontevedra                                                            | Spagna                                                                | 2 – 3                                                                 | Italia                                                                | UEFA Women's Nations League 2023-2024 - Fase a gironi                 | -                                                                     |                                                                       |
| 5-12-2023                                                             | Parma                                                                 | Italia                                                                | 3 – 0                                                                 | Svizzera                                                              | UEFA Women's Nations League 2023-2024 - Fase a gironi                 | -                                                                     |                                                                       |
| 27-2-2024                                                             | Algeciras                                                             | Inghilterra                                                           | 5 – 1                                                                 | Italia                                                                | Amichevole                                                            | -                                                                     |                                                                       |
| 5-4-2024                                                              | Cosenza                                                               | Italia                                                                | 2 – 0                                                                 | Paesi Bassi                                                           | Qual. Euro 2025                                                       | -                                                                     |                                                                       |
| 9-4-2024                                                              | Helsinki                                                              | Finlandia                                                             | 2 – 1                                                                 | Italia                                                                | Qual. Euro 2025                                                       | -                                                                     | 36’                                                                   |
| 12-7-2024                                                             | Sittard                                                               | Paesi Bassi                                                           | 0 – 0                                                                 | Italia                                                                | Qual. Euro 2025                                                       | -                                                                     |                                                                       |
| 29-10-2024                                                            | Vicenza                                                               | Italia                                                                | 1 – 1                                                                 | Spagna                                                                | Amichevole                                                            | -                                                                     | 72’                                                                   |
| 2-12-2024                                                             | Bochum                                                                | Germania                                                              | 1 – 2                                                                 | Italia                                                                | Amichevole                                                            | -                                                                     |                                                                       |
| 25-2-2025                                                             | La Spezia                                                             | Italia                                                                | 1 – 3                                                                 | Danimarca                                                             | UEFA Women's Nations League 2025 - Fase a gironi                      | -                                                                     | 51’ 86’                                                               |
| 4-4-2025                                                              | Solna                                                                 | Svezia                                                                | 3 – 2                                                                 | Italia                                                                | UEFA Women's Nations League 2025 - Fase a gironi                      | -                                                                     | 63’                                                                   |
| 8-4-2025                                                              | Herning                                                               | Danimarca                                                             | 0 – 3                                                                 | Italia                                                                | UEFA Women's Nations League 2025 - Fase a gironi                      | -                                                                     | 89’                                                                   |
| 3-7-2025                                                              | Sion                                                                  | Belgio                                                                | 0 – 1                                                                 | Italia                                                                | Euro 2025 - Fase a gironi                                             | -                                                                     |                                                                       |
| 7-7-2025                                                              | Ginevra                                                               | Portogallo                                                            | 1 – 1                                                                 | Italia                                                                | Euro 2025 - Fase a gironi                                             | -                                                                     | 87’                                                                   |
| 11-7-2025                                                             | Berna                                                                 | Italia                                                                | 1 – 3                                                                 | Spagna                                                                | Euro 2025 - Fase a gironi                                             | -                                                                     |                                                                       |
| Totale                                                                |                                                                       | Presenze                                                              | 70                                                                    |                                                                       | Reti                                                                  | 1                                                                     |                                                                       |

| Cronologia completa delle presenze e delle reti in nazionale ― Italia under 19 | Cronologia completa delle presenze e delle reti in nazionale ― Italia under 19 | Cronologia completa delle presenze e delle reti in nazionale ― Italia under 19 | Cronologia completa delle presenze e delle reti in nazionale ― Italia under 19 | Cronologia completa delle presenze e delle reti in nazionale ― Italia under 19 | Cronologia completa delle presenze e delle reti in nazionale ― Italia under 19 | Cronologia completa delle presenze e delle reti in nazionale ― Italia under 19 | Cronologia completa delle presenze e delle reti in nazionale ― Italia under 19 |
| Data                                                                           | Città                                                                          | In casa                                                                        | Risultato                                                                      | Ospiti                                                                         | Competizione                                                                   | Reti                                                                           | Note                                                                           |
| ------------------------------------------------------------------------------ | ------------------------------------------------------------------------------ | ------------------------------------------------------------------------------ | ------------------------------------------------------------------------------ | ------------------------------------------------------------------------------ | ------------------------------------------------------------------------------ | ------------------------------------------------------------------------------ | ------------------------------------------------------------------------------ |
| 13-09-2014                                                                     | İnegöl                                                                         | Italia under 19                                                                | 1 – 0                                                                          | Turchia under 19                                                               | Qual. Europeo under 19 2015                                                    | -                                                                              |                                                                                |
| 15-09-2014                                                                     | Bursa                                                                          | Italia under 19                                                                | 8 – 0                                                                          | Kazakistan under 19                                                            | Qual. Europeo under 19 2015                                                    | -                                                                              |                                                                                |
| 18-09-2014                                                                     | Bursa                                                                          | Galles under 19                                                                | 0 – 3                                                                          | Italia under 19                                                                | Qual. Europeo under 19 2015                                                    | -                                                                              |                                                                                |
| 04-04-2015                                                                     | Stara Pazova                                                                   | Serbia under 19                                                                | 2 – 4                                                                          | Italia under 19                                                                | Qual. Europeo under 19 2015                                                    | -                                                                              |                                                                                |
| 06-04-2015                                                                     | Stara Pazova                                                                   | Austria under 19                                                               | 2 – 3                                                                          | Italia under 19                                                                | Qual. Europeo under 19 2015                                                    | -                                                                              |                                                                                |
| 09-04-2015                                                                     | Pećinci                                                                        | Italia under 19                                                                | 1 – 2                                                                          | Svezia under 19                                                                | Qual. Europeo under 19 2015                                                    | -                                                                              |                                                                                |
| 15-09-2016                                                                     | Heerenveen                                                                     | Italia under 19                                                                | 9 – 0                                                                          | Moldavia under 19                                                              | Qual. Europeo under 19 2016                                                    | -                                                                              |                                                                                |
| 20-09-2016                                                                     | Heerenveen                                                                     | Italia under 19                                                                | 1 – 1                                                                          | Paesi Bassi under 19                                                           | Qual. Europeo under 19 2016                                                    | 1                                                                              |                                                                                |
| 05-04-2016                                                                     | Hobro                                                                          | Spagna under 19                                                                | 3 – 0                                                                          | Italia under 19                                                                | Qual. Europeo under 19 2016                                                    | -                                                                              |                                                                                |
| 07-04-2016                                                                     | Hobro                                                                          | Italia under 19                                                                | 1 – 1                                                                          | Danimarca under 19                                                             | Qual. Europeo under 19 2016                                                    | -                                                                              |                                                                                |
| Totale                                                                         |                                                                                | Presenze                                                                       | 10                                                                             |                                                                                | Reti                                                                           | 1                                                                              |                                                                                |

| Cronologia completa delle presenze e delle reti in nazionale ― Italia under 17 | Cronologia completa delle presenze e delle reti in nazionale ― Italia under 17 | Cronologia completa delle presenze e delle reti in nazionale ― Italia under 17 | Cronologia completa delle presenze e delle reti in nazionale ― Italia under 17 | Cronologia completa delle presenze e delle reti in nazionale ― Italia under 17 | Cronologia completa delle presenze e delle reti in nazionale ― Italia under 17 | Cronologia completa delle presenze e delle reti in nazionale ― Italia under 17 | Cronologia completa delle presenze e delle reti in nazionale ― Italia under 17 |
| Data                                                                           | Città                                                                          | In casa                                                                        | Risultato                                                                      | Ospiti                                                                         | Competizione                                                                   | Reti                                                                           | Note                                                                           |
| ------------------------------------------------------------------------------ | ------------------------------------------------------------------------------ | ------------------------------------------------------------------------------ | ------------------------------------------------------------------------------ | ------------------------------------------------------------------------------ | ------------------------------------------------------------------------------ | ------------------------------------------------------------------------------ | ------------------------------------------------------------------------------ |
| 10-09-2012                                                                     | Belfast                                                                        | Italia under 17                                                                | 5 – 1                                                                          | Israele under 17                                                               | Qual. Europeo under 17 2013                                                    | -                                                                              |                                                                                |
| 12-09-2012                                                                     | Castledawson                                                                   | Irlanda del Nord under 17                                                      | 1 – 0                                                                          | Italia under 17                                                                | Qual. Europeo under 17 2013                                                    | -                                                                              |                                                                                |
| 15-09-2012                                                                     | Ballymena                                                                      | Italia under 17                                                                | 4 – 1                                                                          | Inghilterra under 17                                                           | Qual. Europeo under 17 2013                                                    | -                                                                              |                                                                                |
| 09-04-2013                                                                     | Roudnice nad Labem                                                             | Rep. Ceca under 17                                                             | 2 – 2                                                                          | Italia under 17                                                                | Qual. Europeo under 17 2013                                                    | -                                                                              |                                                                                |
| 11-04-2013                                                                     | Praga                                                                          | Svizzera under 17                                                              | 2 – 1                                                                          | Italia under 17                                                                | Qual. Europeo under 17 2013                                                    | -                                                                              | 75’                                                                            |
| 14-04-2013                                                                     | Praga                                                                          | Italia under 17                                                                | 1 – 0                                                                          | Svezia under 17                                                                | Qual. Europeo under 17 2013                                                    | -                                                                              |                                                                                |
| 02-07-2013                                                                     | Kavarna                                                                        | Italia under 17                                                                | 6 – 0                                                                          | Macedonia under 17                                                             | Qual. Europeo under 17 2014                                                    | -                                                                              | 41’                                                                            |
| 04-07-2013                                                                     | Dobrič                                                                         | Bulgaria under 17                                                              | 0 – 10                                                                         | Italia under 17                                                                | Qual. Europeo under 17 2014                                                    | 2                                                                              |                                                                                |
| 07-07-2013                                                                     | Kavarna                                                                        | Italia under 17                                                                | 5 – 1                                                                          | Svizzera under 17                                                              | Qual. Europeo under 17 2014                                                    | -                                                                              |                                                                                |
| 15-10-2013                                                                     | Abrantes                                                                       | Italia under 17                                                                | 1 – 0                                                                          | Rep. Ceca under 17                                                             | Qual. Europeo under 17 2014                                                    | -                                                                              |                                                                                |
| 17-10-2013                                                                     | Torres Novas                                                                   | Italia under 17                                                                | 1 – 2                                                                          | Portogallo under 17                                                            | Qual. Europeo under 17 2014                                                    | -                                                                              |                                                                                |
| 20-10-2013                                                                     | Abrantes                                                                       | Danimarca under 17                                                             | 1 – 2                                                                          | Italia under 17                                                                | Qual. Europeo under 17 2014                                                    | -                                                                              |                                                                                |
| 26-11-2013                                                                     | Telford                                                                        | Inghilterra under 17                                                           | 0 – 1                                                                          | Italia under 17                                                                | Europeo under 17 2014 - fase a gironi                                          | -                                                                              |                                                                                |
| 29-11-2013                                                                     | Hinckley                                                                       | Italia under 17                                                                | 2 – 0                                                                          | Portogallo under 17                                                            | Europeo under 17 2014 - fase a gironi                                          | -                                                                              |                                                                                |
| 05-12-2013                                                                     | Chesterfield                                                                   | Italia under 17                                                                | 0 – 1                                                                          | Germania under 17                                                              | Europeo under 17 2014 - semifinali                                             | -                                                                              |                                                                                |
| 08-12-2013                                                                     | Burton upon Trent                                                              | Italia under 17                                                                | 0 – 0 dts (4-3 dtr)                                                            | Inghilterra under 17                                                           | Europeo under 17 2014 - finale 3º posto                                        | -                                                                              |                                                                                |
| 15-03-2014                                                                     | San José                                                                       | Italia under 17                                                                | 2 – 0                                                                          | Zambia under 17                                                                | Mondiali under 17 2014 - fase a gironi                                         | -                                                                              |                                                                                |
| 18-03-2014                                                                     | San José                                                                       | Costa Rica under 17                                                            | 0 – 1                                                                          | Italia under 17                                                                | Mondiali under 17 2014 - fase a gironi                                         | -                                                                              |                                                                                |
| 27-03-2014                                                                     | San José                                                                       | Ghana under 17                                                                 | 2 – 2 dts (3-4 dtr)                                                            | Italia under 17                                                                | Mondiali under 17 2014 - quarti di finale                                      | -                                                                              |                                                                                |
| 31-03-2014                                                                     | Liberia                                                                        | Italia under 17                                                                | 0 – 2                                                                          | Spagna under 17                                                                | Mondiali under 17 2014 - semifinali                                            | -                                                                              |                                                                                |
| 08-12-2013                                                                     | San José                                                                       | Venezuela under 17                                                             | 4 – 4 dts (0-2 dtr)                                                            | Italia under 17                                                                | Mondiali under 17 2014 - finale 3º posto                                       | -                                                                              |                                                                                |
| Totale                                                                         |                                                                                | Presenze                                                                       | 21                                                                             |                                                                                | Reti                                                                           | 2                                                                              |                                                                                |

## Palmarès

### Club
- Campionato italiano: 7

Brescia: 2015-2016
Juventus: 2017-2018, 2018-2019, 2019-2020, 2020-2021, 2021-2022, 2024-2025
- Coppa Italia: 6

Brescia: 2014-2015, 2015-2016
Juventus: 2018-2019, 2021-2022, 2022-2023, 2024-2025
- Supercoppa italiana: 6

Brescia: 2014, 2015
Juventus: 2019, 2020, 2021, 2023

### Individuale
- Gran Galà del calcio AIC: 5

Calciatrice dell'anno: 2022
Squadra dell'anno: 2020, 2021, 2022, 2023
- Miglior difensore della Serie A: 2

2020-2021, 2021-2022
- Miglior calciatrice della Serie A: 1

2021-2022